# J-Cat (Prison Break)
J-Cat este al șaptesprezecelea episod al serialului de televiziune Prison Break, al șaptesprezecelea episod al sezonului 1.